# Gallegos de Altamiros (ort)
Gallegos de Altamiros är en ort i Spanien.   Den ligger i provinsen Provincia de Ávila och regionen Kastilien och Leon, i den centrala delen av landet, 110 km väster om huvudstaden Madrid. Gallegos de Altamiros ligger 1 216 meter över havet och antalet invånare är 104.
Terrängen runt Gallegos de Altamiros är kuperad åt sydväst, men åt nordost är den platt. Terrängen runt Gallegos de Altamiros sluttar norrut. Runt Gallegos de Altamiros är det mycket glesbefolkat, med 6 invånare per kvadratkilometer. Närmaste större samhälle är Ávila, 18,2 km öster om Gallegos de Altamiros. Trakten runt Gallegos de Altamiros består i huvudsak av gräsmarker.